# ویکتور سگورا
ویکتور سگورا (انگلیسی: Víctor Segura؛ زادهٔ ۳۰ مارس ۱۹۷۳) بازیکن فوتبال اهل اسپانیا است.
از باشگاه‌هایی که در آن بازی کرده‌است می‌توان به باشگاه فوتبال رئال ساراگوسا اشاره کرد.